# Martin Löb
Martin Hugo Löb (Berlino, 31 marzo 1921 – Drenthe, 21 agosto 2006) è stato un matematico e logico tedesco, specializzato nella logica matematica.

## Biografia
Löb trascorse la sua adolescenza a Berlino e, allo scoppio della Seconda Guerra Mondiale, fuggì dal Terzo Reich, arrivando nel Regno Unito.  In quanto enemy alien, nel 1940 fu deportato sulla nave passeggeri HMT Dunera fino a un campo di prigionia ad Hay in Australia, dove il diciannovenne Löb apprese la matematica da altri internati. Il suo insegnante, Felix Behrend, divenne in seguito professore all'Università di Melbourne.
Nel 1943 gli fu permesso di tornare nel Regno Unito e dopo la guerra studiò all'Università di Londra. Conseguita la laurea, divenne uno studente ricercatore presso l'Università di Leicester, collaborando con Reuben Goodstein. Completato il dottorato di ricerca, nel 1951 diventò assistente universitario all'Università di Leeds, dove sarebbe rimasto per 20 anni, ricoprendo il ruolo di lettore e infine professore di logica matematica dal 1967 al 1970. Nel 1953 fu pubblicata la sua tesi intitolata A Methodological Characterization of Constructive Mathematics.
Löb  diede vita al gruppo di ricercatori di logica matematica a Leeds, trasformandolo in uno dei centri più importanti del Regno Unito. I suoi interessi di ricerca si focalizzarono sulla teoria della dimostrazione, sulla logica modale e sulla teoria della computabilità. Nel 1955 formulò il teorema di Löb, come una versione formale del paradosso di Löb, secondo cui le affermazioni che propugnano la propria dimostrabilità devono essere vere (simile al teorema di incompletezza di Gödel).
Löb sposò l'olandese Caroline, con la quale ebbe due figlie. All'inizio degli anni settanta Löb si trasferì per diventare professore all'Università di Amsterdam, dove rimase fino al pensionamento. Quindi, si stabilì ad Annen, dove rimase fino alla morte.